# Johanne Grieg Cederblad

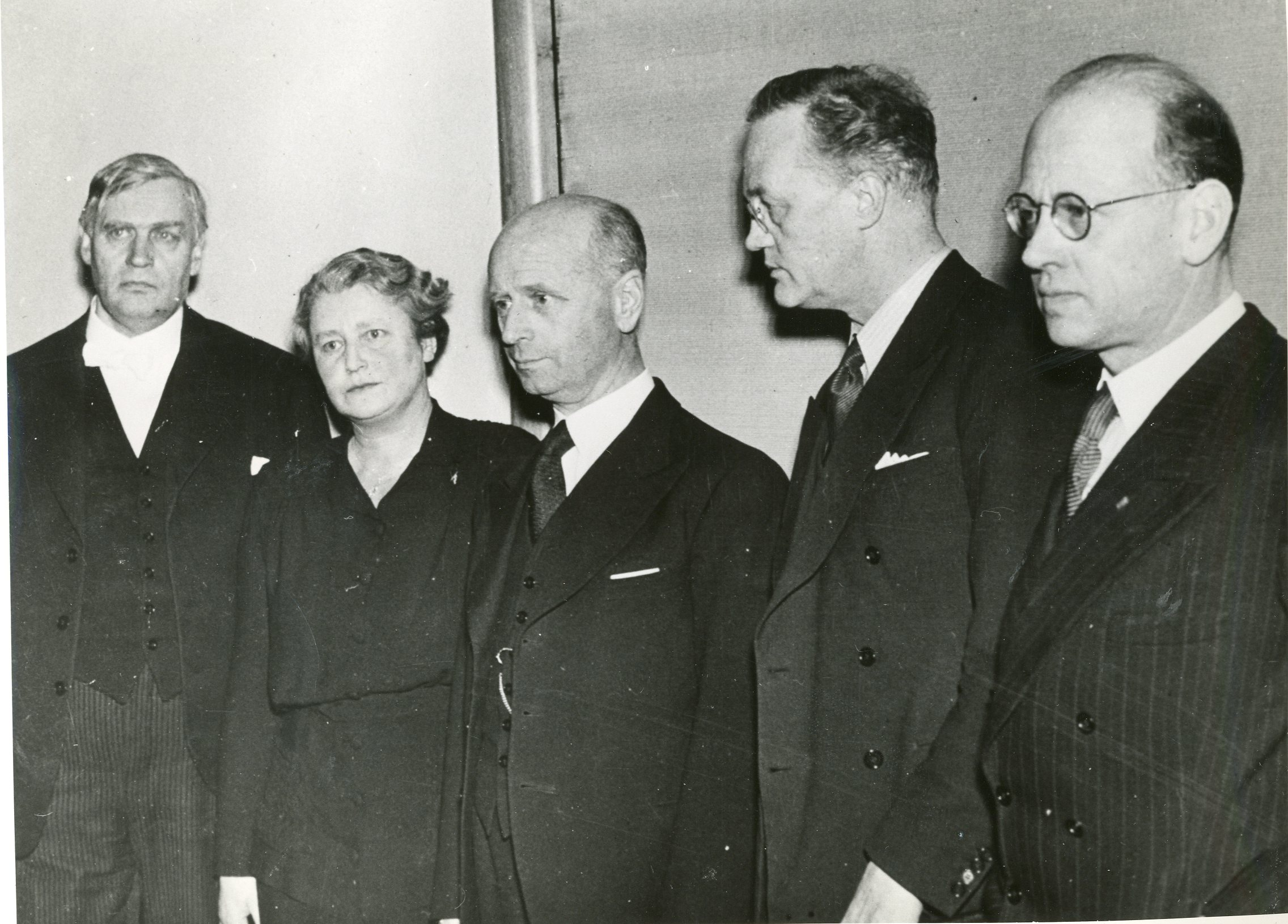
Från en minnesceremoni över den nylig omkomne diktaren Nordahl Grieg i Stockholm 9 februari 1944: Från vänster Carl Cederblad, Johanne Grieg Cederblad, syster till Nordahl Grieg och barnbokforfatter, Jens Bull, envoyé vid Norges ambassad i Stockholm under kriget, Sigurd Hoel, författare, och Hans Jacob Nilsen, teaterchef.

Johanne Katharine Grieg Cederblad, född Grieg 2 januari 1901 i Bergen, död 1 december 1979 i Uppsala, var en norsk barnboksförfattare och föredragshållare. Från 1933 var hon bosatt i Uppsala i Sverige, där hon engagerade sig i folkbildningen, i arbetet för äldre och för patienter på psykiatriska sjukhus.
Hon var dotter till rektorn vid Bergens katedralskola Peter Lexau Grieg och Helga Grieg, född Vollan) samt syster till Harald och Nordahl Grieg. Hon var utbildad folkskollärare och undervisade i Bergen 1924–1933, bland annat på Solhaug skola. 1933 flyttade hon till Uppsala där hon samma år gifte sig med Carl Cederblad, med vilken hon fick barnen Tone Bengtsson och Carl Olof Cederblad. Under kriget arbetade hon för norska flyktingar och 1946 tilldelades hon Haakon VII:s frihetkors.
Grieg Cederblad var en återkommande föredragshållare i Sverige och Norge. I flera år reste hon runt i Sverige och höll fördrag om norsk litteratur, musik och kultur. I mitten av 1950-talet flyttade hon till Stockholm där hon blev studieledare för patienter vid psykiatriska sjukhus. Där drev hon bland annat igenom med semesterresor till Italien för patienter som hade tillbringat många år på psykiatriska sjukhus. Grieg var även teaterrecensent från Stockholm för Bergens Tidende, och hon skrev en rad noveller och artiklar till tidskrifter i Sverige och Norge. Johanne Grieg Cederblad är begravd på Uppsala gamla kyrkogård.